# Africultures

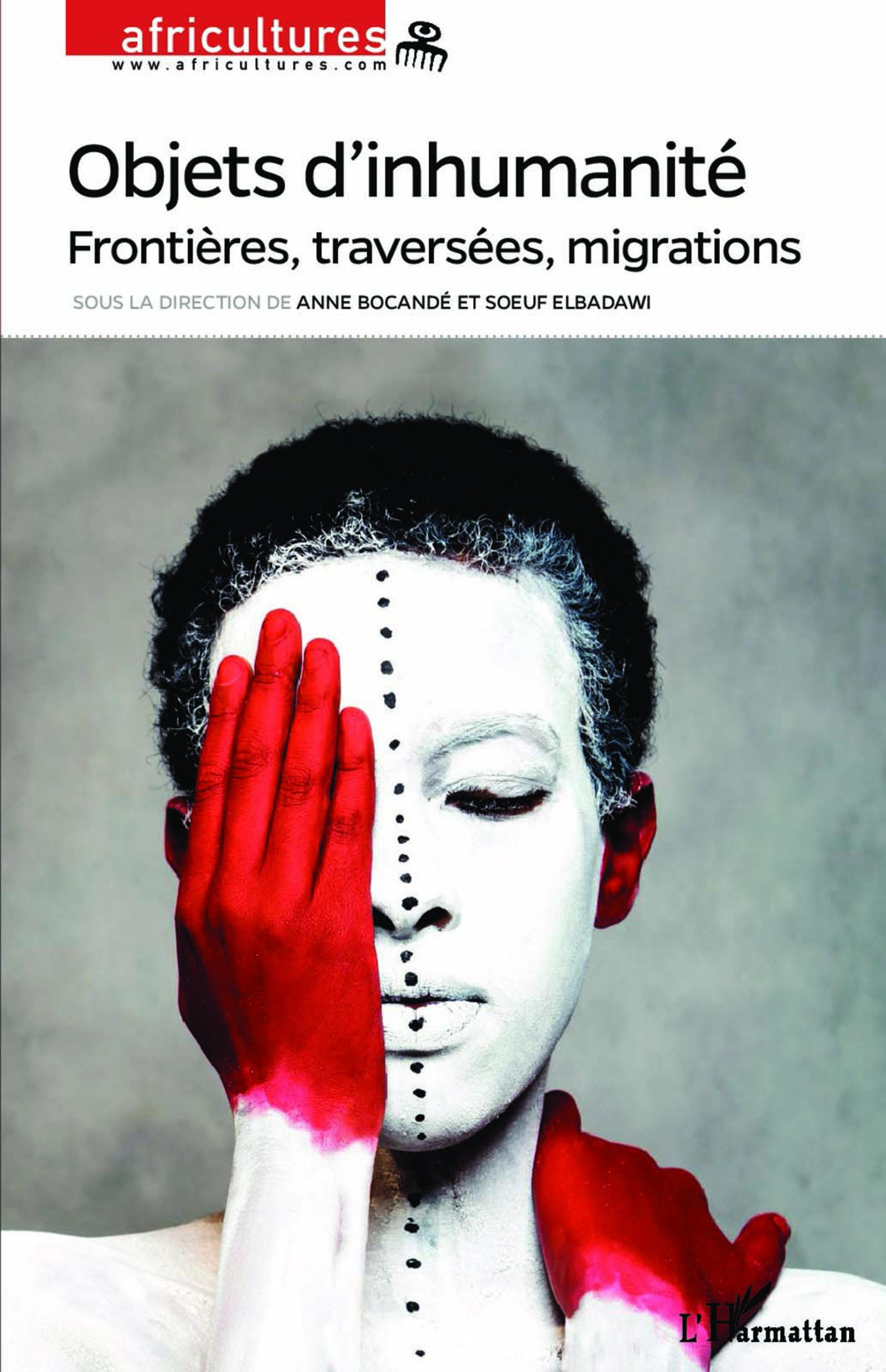
Africulturas, capa n°106, dezembro de 2017

Africultures é uma revista dedicada às artes e cultura da África e das suas diásporas. Com sede em Paris, foi fundada em novembro de 1997 sob o impulso de jornalistas e universitários, dos quais Gérald Arnaud, Olivier Barlet, Tanella Boni, Sylvie Chalaye, Fayçal Chehat, Soeuf Elbadawi, Boniface Mongo-Mboussa, Virginie Andriamirado, Christophe Cassiau-Haurie, etc.
A revista e as páginas internet criadas por Africultures são geridas pela associação Africultures, presidida por Olivier Barlet até 2008, por Virginie Andriamirado até 2013, por Voahirana Barnoud até 2018, e por Samba Doucouré. Enquanto que os artigos estão protegidos por direitos autorais dos autores (contrato interno), a documentação coletada no banco de dados é publicada sob uma licença livre.
Esta publicação pretende ser um espaço de reflexão e funda, 10 anos após a sua criação, em julho de 2007, mais um órgão, Afriscope, consagrada a atualidade das artes e da cultura em relação a África e diásporas africanas, abrangendo também temas relacionados com a vida social.
Africultures concentra agora a sua atividade no site africultures.com que pretende colocar "os mundos em relação". Em 2021, ultrapassa 10.000 artigos de atualidade ou reflexão, vídeos e podcasts. Mais de 100.000 assinantes recebem seu boletim quinzenal gratuito, que combina links para novos artigos e informações atuais.

## Conteúdo da publicação
Cada número da revista Africultures é dedicado a um tema específico. Contém artigos e entrevistas de vários jornalistas e investigadores, e é amplamente ilustrado.
Primeiro mensal em 96, depois 128 páginas no formato 13x21,5 cm, a revista passa a ser trimestral a partir do número 54 de janeiro-março de 2003 com cerca de 250 páginas no formato 16x24 cm. Co-publicado pelas edições L'Harmattan e pela associação Africultures, publica 106 números, até 2017.

## Licença livre
Desde 2012, todo o seu banco de dados, intitulado Sudplanète (spla / Southplanet) o maior do mundo sobre o assunto, com mais de  biografias de artistas e descrições de livros, discos, filmes e DVDs, espetáculos e organizações e instituições culturais, é publicada sob a licença livre Creative Commons License: paternidade Partilha das condições iniciais de forma idêntica. É gerada e detida coletivamente por parceiros que a alimentam e usam.

## Coleções de obras
Africultures gerencia uma coleção dentro das edições L'Harmattan: a biblioteca Africultures.
Além disso, co-publicado por Africultures e Filigranes, Afriphoto é uma coleção de álbuns em formato 12x16,5 cm sobre fotógrafos africanos, dos quais Mamadou Konaté, Malick Sidibé, Abel Sumo Gayvolor, Isaac Bruce Hudson Vanderpuje, Ganiyu Owadi, Gerald L. Annan -Forson, Philippe Koudjina, Francis Nii Obodai Provençal, Paul Kabré, Germain Kiemtoré, Zaynab Toyosi Oduns, Bill Akwa Bétoté, Omar D., Emeka Okereke, Mathe Kebofhe, Philippe Koudjina, Fouad Hamza Tibin, Mohamed Yahia Issa, Bruno Boudjelal e Gabriel Faunão.

## Publicação Afriscope
Um livre, Afriscope, foi elaborado pela equipe editorial de Africultures, e distribuído pela primeira vez no dia 12 de julho de 2007 de O primeiro parâmetro é necessário, mas foi fornecido incorretamente! de {{{3}}}, durante um concerto na Place de la Bastille. Enquanto que Africultures pretende ser uma publicação de aprofundamento e reflexão , a gratuita (bimensal) é dedicada à atualidade. Os artigos são escritos por jornalistas e também abordam, além das artes e culturas, questões mais sociais e do cotidiano: cidadania, luta contra a discriminação, emprego, educação, saúde, etc. A diretora da publicação é Anne Bocandé. Sua fundadora Ayoko Mensah declarou: « A criatividade dos artistas contemporâneos da África ou da sua diáspora e as iniciativas dos cidadãos de origem africana passam quase despercebidas. Queremos que isso mude. Com esse livre, oferecemos um dia acessível, capaz de chegar ao grande público, para além das clivagens identitárias e sociais[3]. »
Esta publicação complementar conta com o apoio financeiro de várias organizações e comunidades, em particular da Região Ile-de-France, da Agência Nacional para a Coesão Social e a Igualdade de Oportunidades (Acsé) e da Prefeitura de Paris  .
Esta revista ilustrada de 32 páginas no formato 21x29,7 cm, distribuída principalmente em espaços culturais da Ile-de-France, está disponível até o número 53 de dezembro de 2017.

## Sites especializados
Através das suas relações com estruturas ou iniciativas na África, a associação Africultures desenvolveu sites especializados, portais interativos temáticos que passaram a ser propriedade das associações envolvidas: Africiné com a Federação Africana de Críticos de Cinema (FACC), Afrilivres que apresenta títulos não académicos publicados por editoras africanas francófonas agrupadas na associação Afrilivres com sede em Cotonou, Afrithéâtre que apresenta uma análise detalhada de um grande número de obras de dramaturgos africanos, AfriBD que reúne informações sobre quadrinhos africanos.
De propriedade coletiva, o banco de dados comum a todos esses sites, Sudplanète (inglês Southplanet, abreviado SPLA) também inclui portais culturais para todos os países ACP. Funciona em wiki e permite a qualquer artista ou organização cultural inserir e atualizar suas informações através de formulários acessíveis no site «página própria».